# 全球速卖通
全球速卖通（英語：AliExpress）是一家總部位於中國的在線零售服務，由阿里巴巴集團擁有，在2010年推出。它由中國和新加坡等其他地方的小企業組成，為國際在線買家提供產品。目前是俄罗斯最流行的购物网站和巴西第十大流行购物网站。

## 历史
最初以B2B模式起家，其后扩展至B2C，C2C，云计算和支付服务。目前网站支持英，法，德，荷，意，波，西，葡，俄语等语言，不在以上诸国则自动转为英文界面。
网站上的卖家可以是公司或个人。 与美国亚马逊公司不同之处在于它仅作为电子商务平台，不直接向消费者销售产品。它将中国公司和境外买家连接起来，和淘宝不同的是它面向的是国际客户，亦包括香港和澳門。